# Oberoende Socialistpartiet
Oberoende Socialistpartiet (de Onafhankelijke Socialistische Partij, OSP) var ett vänstersocialistiskt politiskt parti, verksamt i Nederländerna under 1930-talet.
OSP bildades den 28 mars 1932 av personer tillhörande Socialdemokratiska arbetare-partiets vänsterflygel, under ledning av Piet J Schmidt och Jacques de Kadt. 1935 gick OSP samman med Revolutionära socialistpartiet och bildade Revolutionära Socialistiska Arbetarepartiet (RSAP).